# Марія Мокарц-Кліндіенст
Марія Моцаж-Кляйндінст — польська науковиця (спеціальність: східнослов'янська лінгвістика, перекладознавство).
Працює в Католицькому університеті Любліна імені Іоанна Павла II (польск. Katolicki Uniwersytet Lubelski Jana Pawła II, KUL) на кафедрі слов'янського перекладу та мов, доцентка з науковим ступенем д-р або д-р хаб.

## Освіта
1992-1997 рр. — ступінь магістра слов'янської філології в Люблінському католицькому університеті.
Тема дипломної роботи: Державна категорія російською мовою . Керівник: проф. д-р хаб. Michał Lesiów
1998 р.: Отримання сертифікату від німецького Zentrale Mittelstufenpruefung (ZMP)
1997-2001 рр .: докторантура на гуманітарному факультеті Люблінського університету. Тема докторської дисертації: Прогнози перекладацького перекладу (на матеріалі польських перекладів російської прози XIX-ХХ століть) Керівник: проф. д-р хаб. Роман Левицький. Дисертація отримала нагороду професор Броніслава Коноп'єлько (Вроцлавський університет, 2006 р.).
2012 рік: здобуття ступеня хабілітованого доктора на гуманітарному факультеті Люблінського католицького університету в галузі мовознавства, спеціалізація зі східнослов'янської лінгвістики, перекладознавство на основі дисертації: Інтеркультуральність в туристичному путівнику. Дослідження рецепції іншості в перекладі.
2012: Курс аудіовізуального перекладу — Fortima
2012-2013 рр .: двосеместрові аспірантури у галузі захисту інтелектуальної власності — Університет Марії Кюрі-Склодовської, факультет біології та біотехнології в Любліні

## Наукові інтереси
Наукові інтереси:
- аудіовізуальний переклад
- міжкультурність у перекладознавстві
- культурні аспекти перекладу фільму
- польсько-російські фільмові контакти
- аудіоопис у фільмі
- генологія утилітарних текстів
- лексикографія в перекладознавстві

## Основні публікації
А. Монографії:
1. Інтеркультурність в туристичному путівнику. Дослідження рецепції іншості в перекладі. Люблін 2011, стор 245.
2. Лексичні передбачення в перекладацькому протистоянні (на матеріалі польських перекладів російської прози XIX-ХХ століть). Люблін 2005, С. 198.

B. Словники:
      1. Російсько-польський словник ділових термінів,  (співавтор: М. Kawęcka), Люблін 2015, стор. 100.
C. Редакційна робота
1. Викладання іноземних мов для потреб ринку праці за редакцією: М. Сова, М. Мокарц-Кліндіенст, У. Ціжевська, Люблін, 2015, с. 392.
2. Слов'янознавство: етнолінгвістика та міжкультурна комунікація 1 . головний редактор отця Тищенка, Люблін 2015, стор 298
3. Слов'янознавство: етнолінгвістика та міжкультурна комунікація 2 . головний редактор отця Тищенка, Люблін 2015, стор 282
4. У світі наших та чужих цінностей. З останніх досліджень літератури, культури та мови східних слов'ян під редакцією М. Мокарца-Кліндіенста, А. Новацького, Б. Сівека, Люблін 2014, стор 266.
5. Мовна картина світу та культури слов'ян. Матеріали Міжнародної наукової конференції (Люблін, 5–7 липня 2010 р.), Т.1 і 2. Люблін-Рувне 2010 р. (Головний редактор Олег Тищенко), стор. 169.

D. Статті:
1. Стереотипізація образу Росії та польсько-російських відносин у фільмі «Фотограф» — «Славиця Вратиславієнія», ред. О. Белей, Z.164, 2017, стор 55-64.
2. Мовні ігри в російсько-польському перекладі фільму, [в:] Г. Маньковська, М. Куратчик, Д. Мушинська-Вольна, Й. Васілюк, російська мова XXI століття — джерела та перспективи, Варшава 2017, с. 229—236.
3. Комедія сучасних російських фільмів у майстерні перекладача «Студія Rossica Posnaniensia» за редакцією Дж. Калісана, Z. XLII, 2017, стор. 209—218.
4. Назва фільму поза контекстом фільму , [в:] Дж. Любоча-Круглик, О. Малиса (ред.) Świat za текст. Ювілейна книга, присвячена пану проф. Генрік Фонтанський з нагоди 70-річчя від дня народження, Катовіце 2017, стор 379—388.
5. Польсько-російські фільмові контакти , «Acta Neophilologica» від 18, 2016, с. 223—233.
6. Роль перекладу фільмів у міжкультурному спілкуванні, [в:] Б. Єгліньська, А. Кравчик-Шаскаржевська (ред.) Міжкультурна комунікація у світлі сучасної транслатології. Переклад як діалог культур — контексти, бар'єри, виклики , т. IV, Ольштин 2016, стор. 91-98.
7. Культурна інше у перекладі фільмів, [у:] З. Нововенова, Т. Кананович (ред.) Текст як культура. Культура як текст , т. 2, Гданськ 2016, стор 143—150.
8. Слово з точки зору дескриптора аудіо. Польська мова у перекладах фільмів для людей із вадами зору, [у:] А. Пстига, М. Мілевська-Став'яни (ред.) Слово з погляду мовознавця та перекладача. Польська мова в перекладних текстах, Гданськ 2016, стор 78-86.
9. Культурна інше в доповідях Рішарда Капусціньського та їхніх російських перекладах, «Acta Polono-Ruthenica» XXI, Ольштин 2016, стор 217—224 .
10. Кіноперевід як засіб оборонних культур , [в:] Э. Архангельская, Л. Ігнатьєва (ред.) Русистика і сучасність , Рига 2016, вул. 366—371.
11. Заголовки творів Рішарда Капусціньського в перекладах на європейські мови, [в:] Е. Двір'єньська, Д. Чудик (ред.)  З досліджень європейських мов у синхронному та діахронічному аспекті. Ювілейна книга, присвячена проф. Зофія Чапідзе, Щецін 2015, стор 187—193.
12. Польсько-білоруськід-р хаб. Марія Мокарц-Кліндіенст проф. КУЛЬ  кінозв'язки , [у:] М. Качмарчик, А. Новацький, Б. Сивек, М. Сидор (ред.)  «У тебе стільки світла …» З східнослов'янських студій. Меморіальна книга, присвячена професору Олександру Баршевському вісімдесят п'ятій річниці від дня його народження, Люблін 2015, с. 239—247.
13. Про двомовності у перекладі фільмів, [у:] Р. Левицький (ред.)  'Переклад — Мова — Культура IV . Люблін 2015, стор 97-106.
14. Мови спеціалістів зі слов'янських навчальних програм, [в:] М. Сова, М. Мокарц-Кліндієнст, У. Чжевська (ред.) Викладання іноземних мов для потреб ринку праці, Люблін 2015, с. 90-97.
15. Капусцінський російською мовою. Про стратегії передачі культурної іншості в оригіналі та в перекладі «Імперіум», [у:] М. Мокарц-Кліндіенст, А. Новацький, Б. Сійвек (ред.) У світі наших та інших цінностей. З останніх досліджень літератури, культури та мови східних слов'ян під редакцією Любліна 2014, стор. 177—186.
16. Місце перекладу фільмів у дослідженні перекладачів, [у:] Kośałuowska-Okońska E., Zieliński L. (ред.) "Вінтаж перекладознавства. Дослідження з теорії, практики і викладання перекладу « . Торунь 2014, 9, с. 173—180.
17. Міжкультурна компетентність з перекладацької дидактики ,  » Щорічники з гуманітарних наук. Glottodidactics «. Люблін 2014, стор 127—138.
18. Переклад назви фільму в міжкультурної комунікації,  [в] „Російська мова та культура в дзеркалі перекладу“ Москва: Видавництво Московського УНІВЕРСИТЕТУ 2014 за. 375—383.
19. Культурна антропологія в перекладознавстві ,  » Щорічники гуманітарних наук. Słowianoznawstwo ". Люблін 2014, С. 197—204
20. Аудіодескрипція, або тифлокомментування, як жанр перевода,  [в:] В. П. Ходус (ред.) Лінгвістика. Смуток. Метапоетіка. Вип.1, Ставрополь 2014, c. 197—201.
21. Про перегляд концепції адаптації в контексті перекладу, [у:] Dybiec-Gajer J. / Tereszkiewicz A. (ред.) Word-контекст-переклад. Мова та спілкування 34. Краків 2014, стор 49-58.
22. Субтитри і закадровий переклад — з досвіду навчання кіноперекладі [в] "Російська мова в сучасному світі: і інновації традиції у викладанні російської мови як іноземної і в перекладі « Салоніках 2013, стор 469—475 ..
23. Від dextext до словника. Термінологія в туристичному путівнику як джерело словникових еквівалентів, [у:] Śliwa D. (відп. Ред.) „Аннали гуманітарних наук. Корпусна лінгвістика та перекладознавство “ , z.8. Люблін 2013, стор 71-80.
24. Типи іншої форми прийому перекладу (на прикладі туристичних путівників) , [у:] Левицький Р. (ред.)  Переклад — Мова — Культура III . Люблін 2012, стор. 133—144
25. Інтертекст у культурі — з точки зору перекладу туристичних путівників, [у:] Пстига А. (ред.) Слово з погляду мовознавця та перекладача. Гданськ 2012, стор. 87-94.  'д-р хаб. Марія Мокарц-Кліндіенст проф. КУЛЬ'д-р хаб. Марія Мокарц-Кліндіенст проф. КУЛЬ
26. Перехідні процедури та міжкультурна комунікація (застосовувати перехідні путеводити по Полі Полоска Мова. Науково-теоретичний журнал з мовознавства. № 16. Одеса 2011, вул. 31-34.
27. Інтеркультурність у прийомі утилітарних текстів (на матеріалі перекладів путівників по Польщі — російською та німецькою мовами), [у:] Касперська І., Лучелковська А. (ред.) Переклад як продукт та контекст його отримання . Познань 2011, стор 99-116.
28. Третя культура в отриманні перекладів туристичних путівників по Польщі , [в:] Nowożenowa Z. (ред.)  Текст як культура. Культура як текст. Гданськ 2011, стор 235—242.
29. Оцінювання в туристичному дискурсі: наслідки для міжкультурної комунікації, [у:] Вошняк А. (ред.) » Анали гуманітарних наук. Słowianoznawstwo ". Люблін 2010, стор. 127—136 [заднім числом]
30. Шляхи організації передачі культурних елементів у туристичних путівниках та їх переклади, [у:] Kołbuk W., Nowacki A., Puszak L. (ред.). Між Сходом і Заходом. З історії польсько-східнослов'янської прикордонної культури. Люблін 2010, стор 97-108.
31. Тевтонські замки в туристичних путеводителях по Польше — інтеркультурні питання переводу нв російською мовою], (ред.) Руські наследії в странах Восточної та Центральної Європи . Брянск 2010, вул. 93-97.
32. Одержувач явищ третьої культури при перекладі польських довідників на російську та німецьку мови, [у:] Піотровська М. (ред.) Перекладач перед культурними проблемами. Мова та спілкування. Краків 2010, стор 291—302.
33. Із досліджень категорії інших у текстах туристичних путівників та їхніх перекладів [в:] Новацька Д., Борчух М., Новацький А., Ястршебський М. (ред.) З люблінських досліджень східнослов'янської мови. Книга, присвячена професору Міхалу Жесьову. Люблін 2010, стор 177—188.
34. Як Власні імена інтеркультурності в ознаці перекладі путівники по Польщі російською мовою , [в:] (ред .) Czapiga З., Czapiga А. Комунікативні аспекти граматики і текст. Rzeszów 2009, стор. 80-87.
35. Елементи третьої культури як прояв інтеркультуралізму в перекладі утилітарних текстів , «Slavia Orientalis» 2008, № 3, с. 395—403.
36. Інтеркультурність у перекладі утилітарних текстів (на матеріалі російських та німецьких перекладів путівників по Польщі), [у:] Koś mutualowska-Okońska E., Zieliński L. (ред.) "Щорічник перекладу. Дослідження теорії, практики та дидактики перекладу ". Торунь 2008, 3/4, с. 161—169.
37. Власні назви як проблема перекладу (на матеріалі перекладів польських утилітарних текстів на російську мову),  [in:] Chodurska H. (ред.) Російське минуле та сучасність у світлі мовних фактів, Kraków 2008, pp. 117—123.
38. Питання перекладу функціональних текстів, [у:] Pietrzycka-Bohosiewicz K., Gołąbek A. (ред.). Слов'яни в Європі. Історія. Культура. Мова III. Краків 2007, С. 403—411.
39. Специфіка перекладу антропонімів в утилітарних текстах, [у:] Соколоський Р., Дуда Х., Климковський К. (ред.) «Перекладацькі майстерні IV». Люблін-Оттава 2007, стор 279—286.
40. Про правильність перекладу утилітарних текстів, [у:] Піотровська М. (ред.) Мова третього тисячоліття.   Краків 2007, стор 133—141.
41. Передача культур у перекладі утилітарних текстів, «Acta Polono-Ruthenica» XI, Ольштин 2006, с. 363—371.
42. Типологія текстів у контексті перекладацьких питань, [в:] Makarski W. (ред.) "Старовинні гуманітарні науки. Лінгвістика ". Люблін 2006, Т.LIV, стор 101—109.
43. Лексичні прогнози перекладацького протиборства та лексикографічної реальності, [у:] Czerwiński P., Fontański H. (ред.) Мова та реальність. Російськомовні конфронтаційні дослідження.   Катовіце 2005, стор 111—121.
44. Вплив конститутивних особливостей тексту на досягнення еквівалентності в перекладі, [у:] ред. М. Борек М., Фонтанський Х. (ред.) Лексика та граматика тексту. Протиборча російська студія.  Катовіце 2005, стор 134—144.
45. 'Специфіка переклад побутових тексти, [в] Sokoloski Р. Х. Дуда, Klimkowski К. (ред.) «Усний семінар III». Люблін-Оттава 2003, стор 149—157.
46. Лексичні прогнози та перекладацька одиниця, [у:] Czerwiński P. (ред.) Прагматичні аспекти опису східнослов'янських мов. Катовіце 2003, стор 209—216.
47. Проблема перекладацького підрозділу в спеціалізованих текстах, [у:] Мамет П. (ред.) Спеціалістичні мови. Дидактика та переклади текстів. Катовіце 2003, стор 215—222.
48. Рівні еквівалентності в перекладі лексичних предикатів, «Slavia Orientalis» 2002, № 1, с. 93-109.
49. Прагматичні аспекти переведення спеціальних текстів, [в:] Вошняк А. (ред.) "Літописи гуманітарних наук. Słowianoznawstwo ". Люблін 2002, TL, стор 129—137.
50. Вплив мовного стереотипу на відбір засобів масової інформації для значень російських лексичних предикатів у перекладі польською мовою, [у:] Скибінська Е., Сєнський М. (ред.) Мова — стереотип — Переклад. Вроцлав 2002, стор. 159—167.
51. Повідомлення релігійної лексики з огляду на очікування одержувачів, [in:] Lewicki R. (ред.) Мова — Культура — Переклад.   Люблін 2002, стор 105—111.
52. Перенесення значень у перекладі внутрішніх державних предикатів, [у:] Pstyga A., K. Szcześniak K. (ред.) Слово з точки зору лінгвіста та перекладача. Гданськ 2002, стор 303—310.
53. Одиниця перекладу — поняття опису та методи його визначення, [в:] Соколоський Р., Дуда Х., Шольц Дж. (Ред.) «Перекладацькі майстерні». Люблін-Оттава 2002, стор. 121—140.
54. Лексичні перетворення у перекладі слів категорії держави, [у:] Czerwiński P. (ред.) Протистояння слов'янських мов на рівні морфології, словотворення та синтаксису . Катовіце 2001, стор 216—223.
55. Біблейські фразеологізми в російській та польській мовах, "Слов'янський альманах. Південноафриканський щорічник для слов'янських, центрально-східноєвропейських досліджень 2002, т. 8, с. 199—207.
56. Модальні передбачення в перекладацькій конфронтації "Славіца Вратиславієнія. Слово та речення слов'янськими мовами IV (опис, протистояння, переклад) ". Вроцлав 2001, стор 241—249.
57. Про прагматичний аспект перекладу [в:] Спіла Г. (ред.) Мова третього тисячоліття.   Краків 2000, стор 475—480.
58. Употреблення слов категорій стану в конструкції різних стилів,  "Przegląd Rusycisty " 1998, від 3-4, с. 127—136.